# آی‌ان‌اس ویجیت (کی۴۸)
آی‌ان‌اس ویجیت (کی۴۸) (به انگلیسی: INS Vidyut (K48)) یک کشتی است که طول آن ۵۶ متر (۱۸۴ فوت) می‌باشد. این کشتی در سال ۱۹۹۵ ساخته شد.